# Wernesgrüner
Wernesgrüner Brauerei GmbH är ett tyskt ölbryggeri från Steinberg-Wernesgrün i sachsiska Vogtland.
Bryggeriet tillhör sedan år 2002 Bitburger Gruppe. Årsproduktionen uppgick 2010 till ungefär 745 000 hektoliter.
Wernesgrüner Brauerei GmbH har gett namn till den högsta fotbollsligan i Sachsen.

## Historia
Den 18 mars 1436 erhöll bröderna Schorer (medlemmar i den berömda glasblåsarfamiljen Schürer) rätten att anlägga en glashytta i skogen. Detta innefattade även rätten att starta ett bryggeri och även utskänkningstillstånd ingick. Detta var starten för orten Wernesgrün.
1762 tog familjen Günnel över bryggeriet och glasproduktionen tog familjen Männel över 1774. Fram till slutet av 1800-talet fanns det ytterligare fem bryggerier i Wernesgrün. De största tillhörde familjerna Günnel och Männel.
1974 tvingades familjerna till expropriation och bryggerierna gick ihop och hette nu VEB Exportbierbrauerei Wernesgrün. Efter Tysklands återförening döptes företaget om till Wernesgrüner Brauerei AG och blev 1994 privatiserat. Sedan 2002 tillhör bryggeriet Bitburger Gruppe. 1991 genomgick bryggeriet en modernisering och byggdes ut. Den historiska fasaden till bryggeriet behölls dock eftersom den är kulturskyddad.